# Русско-крымские войны

Политическая карта Причерноморья в начале XVII века

Ру́сско-кры́мские во́йны (крымскотат. Qırım-Moskovalı cenkleri) — серия войн Русского государства с Крымским ханством на протяжении XV—XVIII веков сопровождавшаяся многочисленными походами крымских татар в Русское государство.

## Крымскотатарские походы в первой половине XVI века
Вторжения крымских татар на земли Русского государства начались после ликвидации Большой Орды и возникновения таким образом общей границы между Русским государством и Крымским ханством (1502). В 1507 году войска Крымского ханства захватили и разграбили города Белёв и Козельск, однако на обратном пути были настигнуты московскими и местными воеводами и наголову разгромлены.
В начале XVI века неконтролируемая Москвой территория, так называемое Дикое поле, начиналась за старой Рязанью на Оке и за Ельцом на Быстрой Сосне, притоке Дона.
Крымские татары в совершенстве владели тактикой вторжения, выбирая путь по водоразделам. Главным из их путей к Москве был Муравский шлях, шедший от Перекопа до Тулы между верховьями рек двух бассейнов, Днепра и Северского Донца. Углубившись в населённую область до 200 километров, крымцы поворачивали назад и, развернув от главного отряда широкие крылья, занимались грабежом и захватом людей. Пленники продавались в Турцию и даже в европейские страны. Крымский город Кефе (современная Феодосия) был главным невольничьим рынком.
Кроме крымских татар, в Русское государство часто ходили за добычей и отряды Казанского ханства.
Ежегодно Москва собирала весной до 65 тысяч ратников, чтобы они несли пограничную службу на берегах Оки до глубокой осени. Для защиты страны применялись укреплённые оборонительные линии, состоящие из цепи острогов и городов, засек и завалов. На юго-востоке древнейшая из таких засечных линий шла по Оке от Нижнего Новгорода до Серпухова, отсюда поворачивала на юг до Тулы и продолжалась до Козельска. Вторая засечная линия, построенная при Иване Грозном, шла от города Алатыря через Шацк на Орёл, продолжалась до Новгорода-Северского и поворачивала к Путивлю. Первоначальное население городов и острогов состояло из казаков, стрельцов и других служилых людей. Большое количество казаков и служилых людей находилось в составе сторожевой и станичной служб, что наблюдали за движением крымцев и ногаев в степи.
В первое десятилетие XVI века произошло 3 крымскотатарских похода на русские земли, во второе десятилетие — 14 походов, в третье — 4 похода, в четвёртое — 8, в пятое — 10. В среднем на один мирный год приходилось два военных. Всего в разрядных книгах есть упоминания о 43 крымских походах на «окрайны» Московского государства. Нередко одновременно с набегами крымских татар совершали походы и войска Казанского ханства, которых по разрядным книгам насчитано было за первую половину века около сорока. В периоды русско-литовских войн одновременно с крымскими войсками совершали свои походы и отряды Великого княжества Литовского.
Наиболее разорительные нападения Крымского ханства произошли в 1517 (совместные действия с литовцами), 1521 (вместе с крымским ханом Мехмедом I Гиреем действовал и казанский хан Сахиб Гирей), 1536, 1537 (совместные действия с Казанью, литовцами и турецкой пехотой), 1552 (отмечено участие турок), 1555 годах.
Полная мобилизация давала Крымскому ханству до 150 тысяч воинов, в походах под предводительством хана участвовало практически всё взрослое мужское население.
Защита пограничных территорий была тяжёлым бременем для Москвы. Существование Дикого поля сдерживало экономическое и социальное развитие Московского государства, препятствовало колонизации русскими плодородных чернозёмных территорий, мешало торговле с восточными странами. Для выкупа захваченных людей (полонянников) существовал выкупной налог. За пленных служилых людей, которых татары почти никогда не продавали в рабство, немалые деньги платила казна.
Молодой царь Иван IV, поддержанный правительством «Избранной рады», поставил своей целью военный разгром враждебных ханств.

## Падение Казанского ханства и начало Ливонской войны

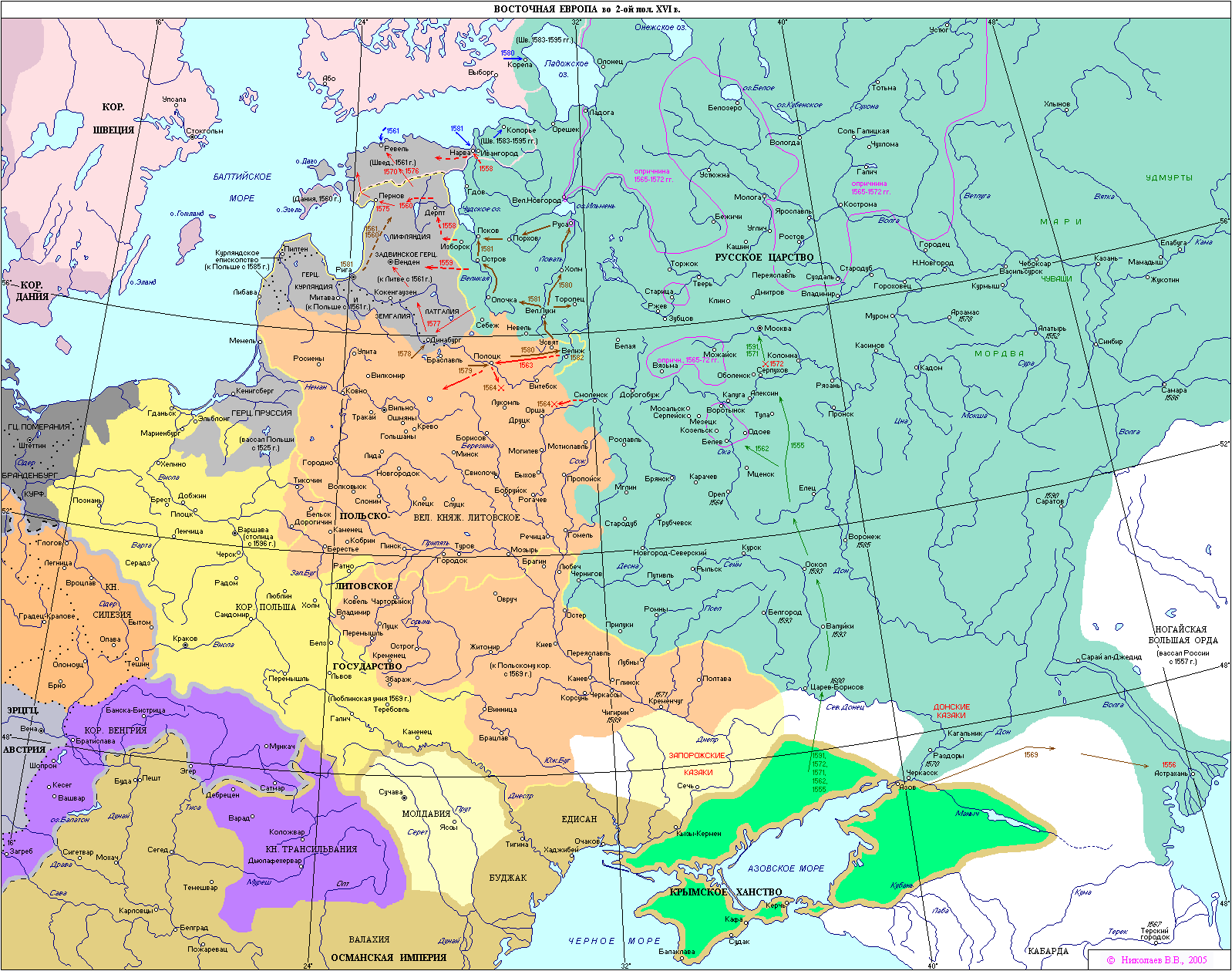
Политическая карта Восточной Европы во второй половине XVI века

В июне 1552 года многотысячное татарско-турецкое войско, пытавшееся помешать русскому походу на Казань, было разбито под Тулой. В том же году в результате войны Русского царства с Казанским ханством русские войска взяли Казань, само ханство было ликвидировано, а его земли включены в состав России. Формальным ханом в Казани тогда был двухлетний Утямыш-Гирей, внучатый племянник вступившего в 1551 году на крымский престол Девлета I Гирея. Сам Утямыш был насильно крещён, но другие члены ханской фамилии нашли приют у родственников в Крыму. Тогда Девлет I Гирей дал клятву восстановить независимость Казани. Поначалу, однако, его усилия не имели успеха.
3 июля 1555 года состоялось сражение у Судбищ. Одолев Казанское ханство, Иван Грозный начал наступательные действия против Крыма. В июне 1555 г. царь послал к Перекопу отряд князя Ивана Шереметева (13 тыс. чел.). Но по пути Шереметев узнал о движении к Туле войска крымского хана Девлет-Гирея (30 тыс. чел.). Дав знать об этом царю, воевода повернул обратно и двинулся вдогонку за противником. Идя по тылам крымцев, отряд Шереметева громил их обозы и захватил в общей сложности 60 тыс. лошадей, 200 аргамаков и 80 верблюдов. Оставив треть своих сил, чтобы стеречь трофеи, Шереметев двинулся дальше. Тем временем хан узнал о нахождении у него в тылу русских сил. Он прервал поход и повернул со всей своей силой против Шереметева. Встреча войск хана с русским отрядом произошла у села Судбищи (в 150 км от Тулы). Несмотря на подавляющее численное превосходство крымцев, 9-тысячный отряд Шереметева смело вступил с ними в бой, который длился от полудня до ночи. Русские не только сумели отбиться, но и нанесли поражение ханскому авангарду, захватив у него знамя. Ночь развела сражающихся. Шереметев использовал это время, чтобы послать гонцов к части своего отряда, которая находилась при крымском обозе. Но пришло немного воинов, поскольку остальные разошлись по городам с захваченной добычей.

Тем временем Девлет-Гирей узнал от пленных, что в округе нет крупных русских войск, а перед ним всего лишь небольшой отряд. Наутро хан возобновил сражение. Вначале русские потеснили крымцев. Но тут Шереметев получил тяжелое ранение и не смог руководить боем. Лишившись предводителя, его отряд смешался. В этот критический момент командование приняли воеводы Басманов и Сидоров. Они сумели собрать остатки разбитых сил, отвели их в овраг, где заняли круговую оборону. Там русские отбивались до темноты. Ночью Девлет-Гирей, узнав о приближении к Туле царского войска, начал общий отход.
В 1556 году русские войска завоевали Астраханское ханство, на господство над которым всегда претендовало Крымское ханство. После завоевания Иваном Грозным Казанского и Астраханского ханств Девлет I Гирей пытался вернуть их под свой контроль.
После взятия Астрахани начались военные походы русских отрядов, состоящих из казаков и стрельцов, уже против самого Крымского ханства. В 1556, 1558 и 1559 годах московские воеводы (среди них был и бывший польский магнат Дмитрий Вишневецкий) совершили ряд нападений на крымские владения, нанесли ущерб крымским крепостям на Днепре и пытались, проникнуть за Перекоп. В одном из походов весной 1559 года московский воевода Даниил Адашев c 8 тысячами войска высадился в западном Крыму и разорил город Кезлев (главный крымский порт) и прилегавшие к нему районы.
Однако планы реванша, которые вынашивал Девлет Гирей, стали более реальными, когда в 1558 году Русское царство вступило в Ливонскую войну. Бо́льшая часть военных сил русских была задействована в Ливонии, и южные рубежи государства вскоре стали слабо прикрыты. Уже в январе 1558 крымская конница совершила набег на Русское царство, несколько тысяч крымцев прорвались в окрестности Тулы и Пронска. В 1560 крымский феодал Мурза Дивей совершил поход в окрестности Рыльска. Большой крымский поход состоялся в 1562: крымцы разорили окрестности Мценска, Одоева, Новосиля, Болхова, Белёва.
В сентябре 1561 в Ливонскую войну, с нападения на русскую крепость Тарваст, в качестве противников Русского царства вступили Польша и Литва, объединившиеся в 1569 в федеративное государство Речь Посполитая.
Начиная с 1567 активность Крымского ханства стала нарастать, походы совершались каждый год. В 1570 году крымцы, почти не получив отпора, подвергли страшному опустошению район Рязани.
Девлет Герая регулярно «поторапливали» не только польские послы, но и в Стамбуле, так как Османская империя также выступила противником русских.
При крымском дворе в Бахчисарае начался своеобразный аукцион: польское и русское посольства старались перещеголять друг друга в щедрости, предлагая Девлету I огромные суммы. Поляки просили открыто вступить в войну, русские же, наоборот, просили сохранять нейтралитет.

## Крымско-турецкие походы на Астрахань
В 1563 и 1569 годах вместе с турецкими войсками Девлет Герай совершил два безуспешных похода на Астрахань.
Поход 1569 года был значительно серьёзнее предыдущих: вместе с сухопутной турецкой армией и татарской конницей по реке Дон поднялся турецкий флот, а между Волгой и Доном турки начали строительство судоходного канала — целью их было провести турецкий флот в Каспийское море для войны против своего традиционного врага — Персии. Десятидневная осада Астрахани без артиллерии и под осенними дождями окончилась ничем, все атаки гарнизон под командованием князя П. С. Серебряного отбил. Также неудачно закончилась и попытка прорыть канал — системы шлюзов турецкие инженеры ещё не знали. Девлет I Гирей, недовольный усилением Турции в этом регионе, также скрытно мешал походу.

## Кампания 1571 года
Весной 1571 года крымский хан Девлет-Гирей, собрав большое войско, насчитывавшее, по разным оценкам, от 40 до 120 тысяч крымских ордынцев и ногайцев, двинулся в поход на Русь.
За год до этого князь Воротынский оценил состояние сторожевой службы на южных рубежах Руси как крайне неудовлетворительное. Однако начатые реформы ситуацию изменить уже не успели.
Основные силы русского войска продолжали сражаться на Ливонской войне, а помешать войску Девлет-Гирея пытались не более 6000 ратников. Крымские татары успешно форсировали Угру, обошли укрепления русских на Оке и ударили во фланг русского войска.
Ратники, не выдержав удара, в панике отступили, открыв Девлет-Гирею дорогу на Москву. Сам Иван Грозный, узнав, что противник уже в нескольких верстах от его ставки, вынужден был бежать на север.
Известно, что изначально Девлет-Гирей не ставил задачу продвижения до Москвы, однако, узнав о слабости русского войска и об ослаблении Руси в целом из-за нескольких неурожайных лет, Ливонской войны и опричнины, решил использовать благоприятную ситуацию.

### Сожжение Московских посадов
К 23 мая войско Девлет-Гирея подступило к Москве. Все, что успели немногочисленные русские войска — это занять оборону в предместьях Москвы. Ивана Грозного в столице не было.
Единственным безопасным местом являлся Кремль и Китай-город, которые крымские татары не могли взять без тяжёлых орудий. Однако Девлет-Гирей и не пытался штурмовать крепость, 24 мая приступив к разграблению незащищённой части посада, где располагались торговцы, ремесленники и беженцы, стекавшиеся из городов, по которым ранее прошло крымское войско.
Татары фактически безнаказанно грабили и поджигали усадьбы. Сильнейший ветер разметал огонь по городу, в результате чего пожар охватил всю Москву. В городе произошли взрывы в погребах, обрушившие часть крепостных стен. Пожар проник в Кремль, в Грановитой палате лопались железные прутья, полностью сгорел и Опричный двор с дворцом царя, где расплавились даже колокола.
В подвале кремлёвского дома задохнулся от «пожарного зною» раненый главнокомандующий русских войск князь Иван Бельский.
Выжившие в этом кошмаре писали, что толпы людей в панике бросились к самым дальним от татар городским воротам, пытаясь спастись. Одни задыхались в дыму, другие сгорали в огне, третьих насмерть задавили в безумной давке, четвёртые, спасаясь от огня, бросались в Москва-реку и тонули, так что вскоре она была буквально забита трупами несчастных.

И прииде царь крымской к Москве и Москву выжег всю, в три часы вся сгорела, и людей без числа згорело всяких— Полное собрание русских летописей. Том 13. С. 191
Через три часа пожара Москва практически выгорела дотла. На следующий день Девлет-Гирей с добычей и пленниками ушёл назад, по пути уничтожив Каширу и разорив рязанские земли. Разгромленное русское войско было не в состоянии его преследовать.
Современники писали, что только уборка трупов москвичей и беженцев, погибших в столице 24 мая 1571 года, заняла два месяца. Восстанавливаемый город пришлось заселять людьми, которых переселяли из других городов.

### Ущерб и итоги
Число жертв, по данным источников, колеблется от 20 до 80 тысяч человек (см. сводку: Зимин А. А. Опричнина Ивана Грозного. М., 1964. С. 454—458).
Оценить ущерб от нашествия чрезвычайно трудно. По данным папского легата Антонио Поссевино, в Москве к 1520 году жило не менее 100 000 человек, а по состоянию на 1580 год это число было не выше 30 тысяч.
Жертвами крымского нашествия стали до 80 тысяч жителей Руси, а ещё до 150 тысяч было угнано в плен. Ряд историков считают эти цифры завышенными, тем не менее, потери были колоссальными.
Потрясённый и униженный Иван Грозный готов был передать Девлет-Гирею Астраханское ханство, но отказался возвращать независимость Казани. Одновременно, разочарованный в опричниках, царь начал свёртывание политики массовых репрессий. Вскоре даже упоминание слова «опричнина» было запрещено.
Невероятный успех, однако, ошеломил не только Ивана Грозного, но и Девлет-Гирея. Получив после военного похода прозвище «Взявший трон», он заявил о намерении не только завладеть Астраханью, но и подчинить все Русское государство.

## Кампания 1572 года
В 1572 году Московское государство опустошали массовый голод (следствие неурожаев, вызванных засухой и холодами), продолжалась эпидемия чумы. В Ливонской войне русская армия потерпела поражение под Ревелем, бо́льшая часть войска находилась в Прибалтике и на других западных рубежах. Русская столица казалась крымцам лёгкой добычей. Её старые укрепления были уничтожены пожаром, а новые, наспех возведённые, не могли полностью их заменить. Военные неудачи поколебали русское владычество в Поволжье и Прикаспии.

### Приготовления сторон
Ногайская орда окончательно порвала союзные отношения с Москвой и примкнула к антирусской коалиции.
3а спиной крымцев стояла крупнейшая в Европе военная держава — Османская империя. В такой ситуации хан надеялся не только отторгнуть от России Среднее и южное Поволжье, но и захватить Москву. Накануне вторжения Девлет Гирей приказал расписать между мурзами уезды и города России. Турецкий султан направил в Крым крупный отряд янычар (7000 человек) с пушками для участия в завоевательном походе на Русь.
Союзниками крымского хана выступили многие адыгейские князья с Северного Кавказа.
В ожидании нового нашествия русские к маю 1572 года собрали на южной границе объединённое опричное и земское войско из примерно 12 000 дворян, 2035 стрельцов, и 3800 казаков атамана Михаила Черкашина. Вместе с ополчениями северных городов армия насчитывала немногим более 20 тысяч человек. Во главе войска стояли воевода князь Михаил Иванович Воротынский и опричный воевода князь Дмитрий Иванович Хворостинин.
На стороне крымцев был численный перевес. Во вторжении участвовало от 40 до 50 тысяч всадников из состава крымской армии, Большой и Малой ногайских орд, до 7 тысяч турецких янычар. Хан имел в своем распоряжении турецкую артиллерию.
Русское командование расположило основные силы под Коломной, прикрыв подходы к Москве со стороны Рязани. Но оно учло также возможность повторного вторжения с юго-запада, из района Угры. На этот случай командование выдвинуло на крайний правый фланг в Калугу передовой полк князя Хворостинина. Вопреки традиции передовой полк по численности превосходил полк правой и левой руки. Хворостинину был придан подвижный речной отряд для обороны переправ через Оку.

### Вторжение
Вторжение началось 23 июля 1572 года. Подвижная ногайская конница устремилась к Туле и на третий день попыталась перейти Оку выше Серпухова, но была отбита от переправ русским сторожевым полком. Тем временем хан со всей армией вышел к главным серпуховским переправам через Оку. Русские воеводы ждали противника за Окой на сильно укрепленных позициях.
Натолкнувшись на прочную оборону русских, Девлет Гирей возобновил атаку в районе Сенькина брода выше Серпухова. В ночь на 28 июля ногайская конница прорвала заслон из двух сотен бояр, охранявших брод, и захватила переправы. Развивая наступление, ногайцы за ночь ушли далеко на север. Под утро к месту переправы подоспел князь Хворостинин с передовым полком. Но, столкнувшись с главными силами крымского войска, он уклонился от боя. Вскоре полк правой руки попытался перехватить нападавших в верхнем течении реки Нары, но был отброшен. Девлет Гирей вышел в тыл русской армии и по серпуховской дороге стал беспрепятственно продвигаться к Москве. Арьергардами командовали сыновья хана с многочисленной и отборной конницей. Передовой русский полк следовал за крымскими царевичами, выжидая благоприятный момент.

### Битва при Молодях
Арьергардный бой произошёл в районе деревни Молоди, в 50 верстах к югу от Москвы. Крымцы не выдержали удара и бежали. Хворостинин «домчал» крымский сторожевой полк до самой ханской ставки. Девлет Гирей вынужден был бросить на помощь сыновьям 12 тысяч крымских и ногайских всадников. Сражение разрасталось, и главный воевода Воротынский в ожидании нападения, выбрав удобное место, приказал установить подвижную крепость — гуляй-город близ Молодей. Большой полк русских укрылся за стенами крепости.
Многократное превосходство сил противника вынудило Хворостинина отступить. Но при этом он осуществил блестящий манёвр. Его полк, отступая, увлёк крымцев к стенам «гуляй-города». Залпы русских пушек и пищалей, стрелявших в упор, внесли опустошение в ряды наступавшей конницы и заставили её повернуть вспять.
В течение дня бо́льшая часть крымского войска стояла за Пахрой, а потом повернула вспять к Молодям. Центром русских оборонительных позиций служил пологий холм, на вершине которого стоял гуляй-город. У подножья холма за речкой Рожайкой стояли 3 тысячи стрельцов, чтобы поддержать воевод «на пищалях».
Крымцы быстро преодолели расстояние от Пахры до Рожайки и всей массой обрушились на русские позиции. Засевшие в гуляй-городе воины отбили атаки конницы. Нападавшие понесли большие потери, но и запасы продовольствия и воды в гуляй-городе были ограничены.
2 августа, после двухдневного затишья, Девлет Гирей  возобновил штурм гуляй-города. К концу дня, когда натиск начал ослабевать воевода Воротынский с полками покинул гуляй-город и, продвигаясь по дну лощины позади укреплений, скрытно вышел в тыл нападавшим. Оборона гуляй-города была поручена князю Хворостинину, в распоряжении которого поступили вся артиллерия и немногочисленный отряд немецких наёмников. По условленному сигналу Хворостинин дал залп изо всех орудий, затем вылез из крепости и напал на врага. В тот же момент с тыла на крымцев обрушились полки Воротынского. Крымцы не выдержали удара и бросились бежать. Множество их было перебито и взято в плен. В числе убитых был сын хана. На другой день русские продолжали преследование неприятеля и разгромили арьергарды оставленные ханом на Оке.

## Войны Нового времени
Гибель турецкой армии под Астраханью в 1569 году и разгром крымского войска под Москвой в 1572 году положили конец притязаниям Гиреев на Поволжье и открыли путь для дальнейшей российской экспансии на восток и на юго-восток — в направлении Кавказа.
Девлету I, как и последующим правителям Крыма, так и не суждено было восстановить своих родственников на казанском троне. Тем не менее, крымские войска ещё около 200 лет совершали регулярные нападения на русские земли. Наиболее крупный из них состоялся в 1591 году, когда огромная крымско-ногайская армия осадила Москву. Однако русским войскам удалось разбить крымскую армию и хан с остатками своих войск отступил в Крым. Поход 1591 года стал последним, в котором крымским татарам удалось дойти до Москвы. Чаша весов всё более склонялась на сторону Русского государства.
Крымские походы В. В. Голицына в регентство Софьи Алексеевны окончились неудачей русских. Азовские походы Петра I в целом явились победой русских. Прутский поход Петра I закончился сокрушительным поражением. В последних двух конфликтах войска Крымского ханства были вспомогательными при османской армии.
Уже в середине XVIII века российские армии Б. К. Миниха в 1736 году и П. П. Ласси в 1737 году вторглись в Крым во время русско-турецкой войны 1735—1739 годов и подвергли его опустошению.
После победы в очередной русско-турецкой войне с 1772 года Крымское ханство стало российским протекторатом. В 1783 году Крымское ханство было окончательно ликвидировано, и присоединено к Российской империи.